# Притчард, Эрик
Эрик Притчард (англ. Eric Pritchard; род. 1961, Дарем, штат Северная Каролина) — американский скрипач и музыкальный педагог.
С пятилетнего возраста начал заниматься скрипкой под руководством местного педагога Луизы Уир, в практике которой стал первым учеником, с которым она работала по методу Судзуки. По словам матери музыканта, «у него было самое счастливое отрочество. Он занимался на скрипке 45 минут в день, зарабатывал разноской газет и обожал играть в бейсбол».
С 1978 г. начал заниматься ансамблевым музицированием в квартетной программе Чарльза Каслмена. На следующий год поступил на подготовительное отделение Консерватории Новой Англии, где учился у Эрика Розенблита и Бенджамина Цандера, затем продолжил образование в рамках общего курса консерватории, в том числе у Джозефа Гингольда и Ивана Галамяна. В дальнейшем получил диплом магистра музыки в Джульярдской школе.
В 1981 году стал одним из основателей и первой скрипкой струнного квартета Александера, в составе которого выступал до 1992 года. Вместе с квартетом был в 1982 году удостоен премии на конкурсе Гильдии концертных исполнителей, а в 1985 г. стал победителем Лондонского конкурса струнных квартетов. С 1995 г. — первая скрипка Квартета Чомпи. В составе этого последнего осуществил ряд записей, преимущественно — современных американских композиторов, но также и квартета Г. В. Эрнста.
Профессор скрипки в Университете Дьюка.